# Det nya Turan
Det nya Turan, originaltitel Yeni Turan, är en roman från 1913 av Halide Edip, och befäste den rörelse med samma namn, som kan sägas startades i och med Tekin Alps bok Turan från samma år. Rörelsen verkade för ett politiskt samarbete mellan alla folkslag av turkisk stam.